# Christiane Eberhardine av Brandenburg-Bayreuth
Christiane Eberhardine av Brandenburg-Bayreuth, född 19 december 1671, död 4 september 1727, var en tysk adelsdam, kurfurstinna av Sachsen och polsk drottning, gift med kung August den starke.  

## Biografi
Christiane Eberhardine var dotter till markgreve Kristian Ernst av Brandenburg-Bayreuth och Sophia Louisa av Württemberg och blev bortgift med August 20 januari 1693. Äktenskapet var arrangerat och olyckligt. August konverterade till katolicismen för att kunna väljas till kung i Polen (1697), men hon behöll sin protestantiska tro och var inte närvarande vid den polska kröningen.
Protestanterna i kurfurstendömet Sachsen kallade henne: Sachsens stötta. Fast hon till namnet var Polens drottning, deltog hon bara vid sällsynta tillfällen vid hovet och bodde i stället på sina egna slott vid Torgau och Elbe, där hon ägnade sig åt kultur, tog hand om föräldralösa barn och drev ett glasbruk.